# Coby Bell

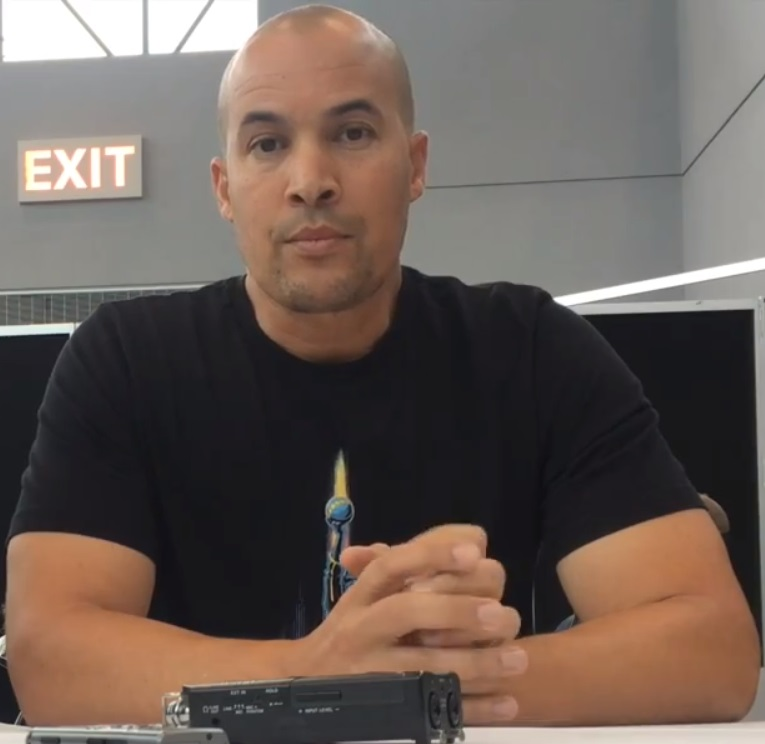
Coby Bell, 2017

Coby Scott Bell (* 11. Mai 1975 in Orange County, Kalifornien) ist ein US-amerikanischer Schauspieler.
Bell wurde im deutschsprachigen Raum vor allem durch seine Rolle in der US-Serie Third Watch – Einsatz am Limit bekannt, in der er den Polizisten Tyron Davis Jr. verkörperte. Als „verbrannter“ Spion Jesse Porter spielte er seit der vierten Staffel in der Serie Burn Notice eine der Hauptrollen.
Sein Vater ist der Theater-Schauspieler Michel Bell. Bell ist verheiratet und hat drei Töchter und einen Sohn.

## Filmografie (Auswahl)
- 1997: The Parent Hood
- 1997: Buffy – Im Bann der Dämonen
- 1997–1998: Smart Guy (Fernsehserie)
- 1998–1999: L.A. Doctors (Fernsehserie, 13 Folgen)
- 1999–2005: Third Watch – Einsatz am Limit (Third Watch, Fernsehserie, 130 Folgen)
- 2005: Half & Half (Fernsehserie, 3 Folgen)
- 2006: Girlfriends (Fernsehserie, 1 Folge)
- 2006–2015: The Game
- 2007: CSI: Miami (Fernsehserie, 1 Folge)
- 2007: Ball Don’t Lie
- 2010: Archer (Fernsehserie)
- 2010–2013: Burn Notice (Fernsehserie)
- 2015: Mad Dogs (Fernsehserie)
- 2017–2019: The Gifted (Fernsehserie)
- 2019–2020: SEAL Team (Fernsehserie, 3 Folgen)
- 2020: Lucifer (Fernsehserie, 2 Folgen)
- 2021–2024: Walker (Fernsehserie)